# Oskar Lafontaine
Oskar Lafontaine (Saarlouis, 16 settembre 1943) è un politico tedesco ex presidente della SPD prima e della Linke poi.

## Biografia
Laureato in fisica, Lafontaine è stato negli anni ottanta e novanta uno degli esponenti di primo piano della SPD. Dopo esser stato sindaco del suo comune natale dal 1974 al 1985, ha ricoperto l'incarico di primo ministro della Saarland dal 1985 al 1998. Nelle elezioni generali del 1990 venne candidato alla cancelleria dal suo partito, perdendo le elezioni contro il cristiano-democratico Kohl. Durante la campagna elettorale fu accoltellato al collo da una donna malata di mente e restò diversi giorni tra la vita e la morte.
Nel 1995 venne eletto presidente della SPD, portando i socialdemocratici alla vittoria nelle elezioni del 1998 e alla nomina a cancelliere di Gerhard Schröder. Nel nuovo governo socialdemocratico Lafontaine ricoprì l'incarico di ministro delle finanze, incarico da cui si dimise, insieme a tutte le cariche assunte nel partito, nel 1999, accusando Schröder di scarsa collaborazione.
Rimase nel partito fino al 2005, quando abbandonò i socialdemocratici fondando il movimento Lavoro e Giustizia Sociale - L'Alternativa Elettorale (WAGS), con cui si alleò con il Partito della Sinistra (Die Linkepartei.PDS) formando l'alleanza elettorale Die Linke.PDS. Nelle elezioni del 2005 fu il candidato premier del nuovo cartello elettorale, raggiungendo l'8,7% di voti.
Nel 2007 il cartello elettorale si trasformò in partito, e Lafontaine fu nominato presidente della nuova formazione insieme a Lothar Bisky, proveniente dal PDS. Nelle elezioni federali del 28 settembre 2009, la Linke ha raggiunto il 12,5% di voti guadagnando in tre anni circa il 4%. Il 17 novembre 2009 ha rivelato di essere malato di cancro e di doversi sottoporre ad un'operazione chirurgica. Nel gennaio 2010 annuncia il suo ritiro dalla politica nazionale, lasciando le cariche nel partito e il seggio parlamentare nel Bundestag.

## Vita privata
Lafontaine si è sposato quattro volte e ha due figli dalla seconda e dalla terza moglie. È stato sposato con Ingrid Bachert dal 1967 al 1982. Dal 1982 al 1988 è stato sposato con l'artista Margret Müller. Insieme hanno un figlio (Frederic, nato nel 1982). Dal 1993 al 2013 è stato sposato con Christa Müller. Hanno un figlio insieme (Carl-Maurice, nato nel 1997). Nel novembre 2011, Lafontaine ha presentato ufficialmente la collega politica Sahra Wagenknecht come la sua nuova compagna. Dal 22 dicembre 2014 sono sposati. È un cattolico non osservante.